# Per Lütken
Per Lütken (født 10. november 1916, død 10. februar 1998) var en dansk designer og glashåndværker. Han blev uddannet på maler- og kunstlærer ved Jens Møller-Jensens Handelshøjskole 1932-38. Jacob E. Bang havde forladt Holmegaard Glasværk i 1941 og straks derefter ledte glasværket efter en ny kunstnerisk leder. Per Lütken kom til Holmegaard i 1942 og havde som sin forgænger aldrig arbejdet med glas før. Mundblæst glas blev udført i et værksted (glashytte) bestående af et varierende antal faglærte håndværkere. Per Lütken leverede masser af nye ideer til nye glasværker.
I løbet af årene erhvervede Per Lütken en stor viden og erfaring om, hvordan glas er lavet og kunne dermed udvikle nye teknikker eller forbedre gamle metoder. Et godt eksempel er "selv-opblæst-teknikken" (1955), der består af damp fra en våd træplade, som glasset holdes imod og dampen blæser skålen op (Denne metode blev brugt til "Arne" og "Provence" -skålen). Per Lütken var interesseret i at lave glas uden forme, men at lave glas, hvor centrifugalkraften bestemmer formen (fx "Selandia" skålen). Dette gælder også for hans Næbvaser fra 1952 af en teknik kendt som pindblæst og blæsning af glasset direkte ned i vådt ler (våd lerform). Endelig udviklede Per Lütken glasserier med farvet rest glas og masser af marmorvirkninger ("Cascade"). Per Lütken har også designet mange populære serviceserier, såsom "Gyldenholm" (1949), "Copenhagen" (1953), "Clausholm" (1958), "Atlantic" (1962).
Per Lütken designede over 3.000 forskellige slags glas. Hans opfindsomhed og respekt for håndværket har placeret ham som en af verdens mest fremtrædende og produktive glasdesignere. Per Lütken deltog med Holmegaard på mange designudstillinger i ind- og udland, ligesom hans designs er repræsenteret på museer rundt om i verden - bl.a Museum of Modern Art i New York.
Per Lütken arbejdede på Holmegaard indtil sin død i 1998.